# Badimiella
Badimiella is een monotypisch geslacht van korstmossen behorend tot de familie Byssolomataceae. Het bevat alleen Badimiella pteridophila.